# Lijst van Belgische zwemmers
Dit is een op achternaam gesorteerde lijst van (bekende) Belgische zwemmers uit het internationale zwemcircuit.

## A
- Jasper Aerents
- Jorina Aerents
- Sidney Appelboom
- Isabelle Arnould
- Jean-Marie Arnould

## B
- René Bauwens
- Ward Bauwens
- Brigitte Becue
- Hans Bijlemans
- Gérard Blitz
- Maurice Blitz
- Victor Boin
- Tine Bossuyt
- Camille Bouden
- Griet Buelens
- Kimberly Buys

## C
- Basten Caerts
- Kim Caluwaerts
- Sandra Cam
- Fernanda Caroen
- Juliette Casini
- Albert Castelyns
- Bruno Claeys
- Joseph Cludts
- Henri Cohen
- Jonas Coreelman
- Félicien Courbet
- Colette Crabbé
- Louis Croenen

## D
- Frédérik Deburghgraeve
- Sven Decaesstecker
- Joseph De Combe
- Dieter Dekoninck
- Marnik Dekoninck
- François Deley
- Cédric Delvoie
- Annelies De Maré
- Sebastien De Meulemeester
- Henri De Pauw
- Stijn Depypere
- Gilles De Wilde
- Pierre Dewin
- Philippe De Wulf
- Henri Disy
- Herman Donners
- Liesbet Dreesen
- Renaat Dreesen
- Fabienne Dufour
- Juliette Dumont
- Valentine Dumont
- Albert Durant

## F
- Fernand Feyaerts
- Mathieu Fonteyn
- Michelle Franssen
- Claire Frick

## G
- Paul Gailly
- Carla Galle
- Yseult Gervy
- Sofie Goffin
- Lotte Goris
- Mirthe Goris
- Wim Goris
- Yoris Grandjean
- Oscar Grégoire

## H
- François Heersbrandt
- Lander Hendrickx
- Jean Hoffman

## I
- Fernand Isselé

## J
- Roel Janssen
- Kim Janssens

## L
- Kevin Lambrechts
- Manon Lammens
- Fanny Lecluyse
- Gaspard Lemaire
- Ingrid Lempereur
- Maarten Libin
- Michel Louwagie

## M
- Stefaan Maene
- Edith Mattens
- Elise Matthysen
- Pierre-Antoine Meunier
- Herman Meyboom
- Edmond Michiels

## N
- Pierre Nijs

## P
- Joseph Pletincx

## R
- Jef Reynders
- Pierre-Yves Romanini
- Brian Ryckeman

## S
- Jade Smits
- Gino Stevenheydens
- Henri Stoelen
- Glenn Surgeloose
- Jolien Sysmans
- Pholien Systermans

## T
- Pieter Timmers

## V
- Yvonne Vandekerckhove
- Bieke Vandenabeele
- Sascha Van den Branden
- Yannick Vandeput
- Egon Van der Straeten
- Axel Vandevelde
- Tom Vangeneugden
- Dries Vangoetsenhoven
- Jasmine Vangrieken
- Elodie Vanhamme
- Silke Van Hoof
- Nina Van Koeckhoven
- Emmanuel Vanluchene
- Martial Van Schelle
- Emily Vavourakis
- Stef Verachten
- Carine Verbauwen
- Herman Verbauwen
- Pascale Verbauwen
- Raymonda Vergauwen
- Jasmijn Verhaegen

## W
- Lorenz Weiremans
- Thierry Wouters